# Muncq-Nieurlet
Muncq-Nieurlet (niederländisch: Munk-Nieuwerleet) ist eine französische Gemeinde mit 683 Einwohnern (Stand: 1. Januar 2022) im Département Pas-de-Calais und der Region Hauts-de-France (vor 2016: Nord-Pas-de-Calais). Sie gehört seit 2017 zum Arrondissement Calais (zuvor Arrondissement Saint-Omer) und zum Kanton Marck. Die Einwohner werden Campagnards genannt.

## Geographie
Muncq-Nieurlet liegt etwa 13 Kilometer nordwestlich von Saint-Omer. Umgeben wird Muncq-Nieurlet von den Nachbargemeinden Polincove im Norden, Sainte-Marie-Kerque im Nordosten, Ruminghem im Nordosten und Osten, Éperlecques im Osten und Südosten, Bayenghem-lès-Éperlecques im Süden, Nordausques im Südwesten sowie Recques-sur-Hem im Westen.
Durch die Gemeinde führt die frühere Route nationale 42 (heutige D942).

## Bevölkerungsentwicklung
| Jahr                       | 1962 | 1968 | 1975 | 1982 | 1990 | 1999 | 2006 | 2020 | 2020 |
| Einwohner                  | 350  | 326  | 314  | 357  | 451  | 454  | 587  | 713  | 712  |
| Quellen: Cassini und INSEE |      |      |      |      |      |      |      |      |      |

## Sehenswürdigkeiten
- Kirche Saint-Joseph aus dem Jahr 1862

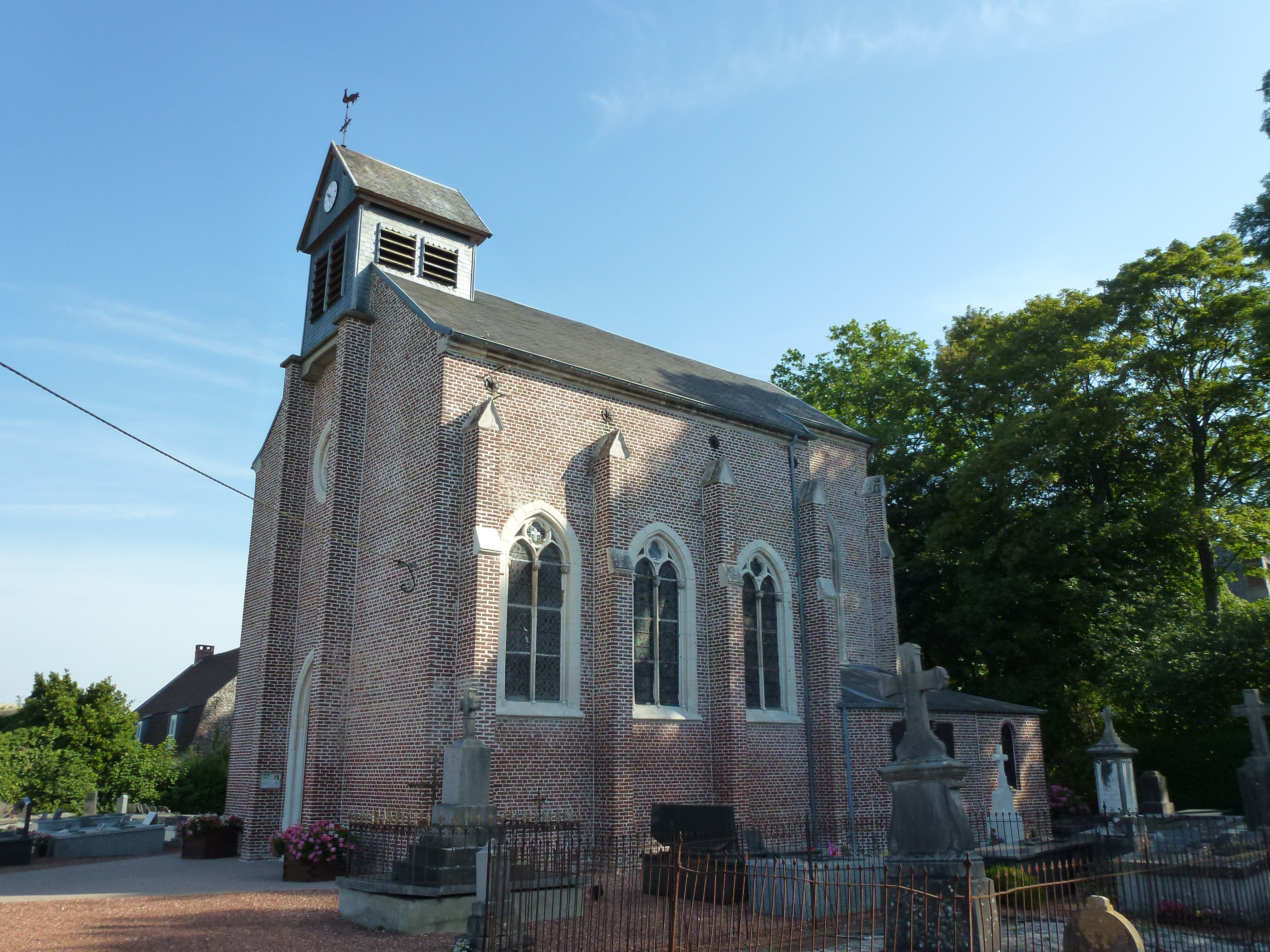
Kirche Saint-Joseph